# Ібаньїзм

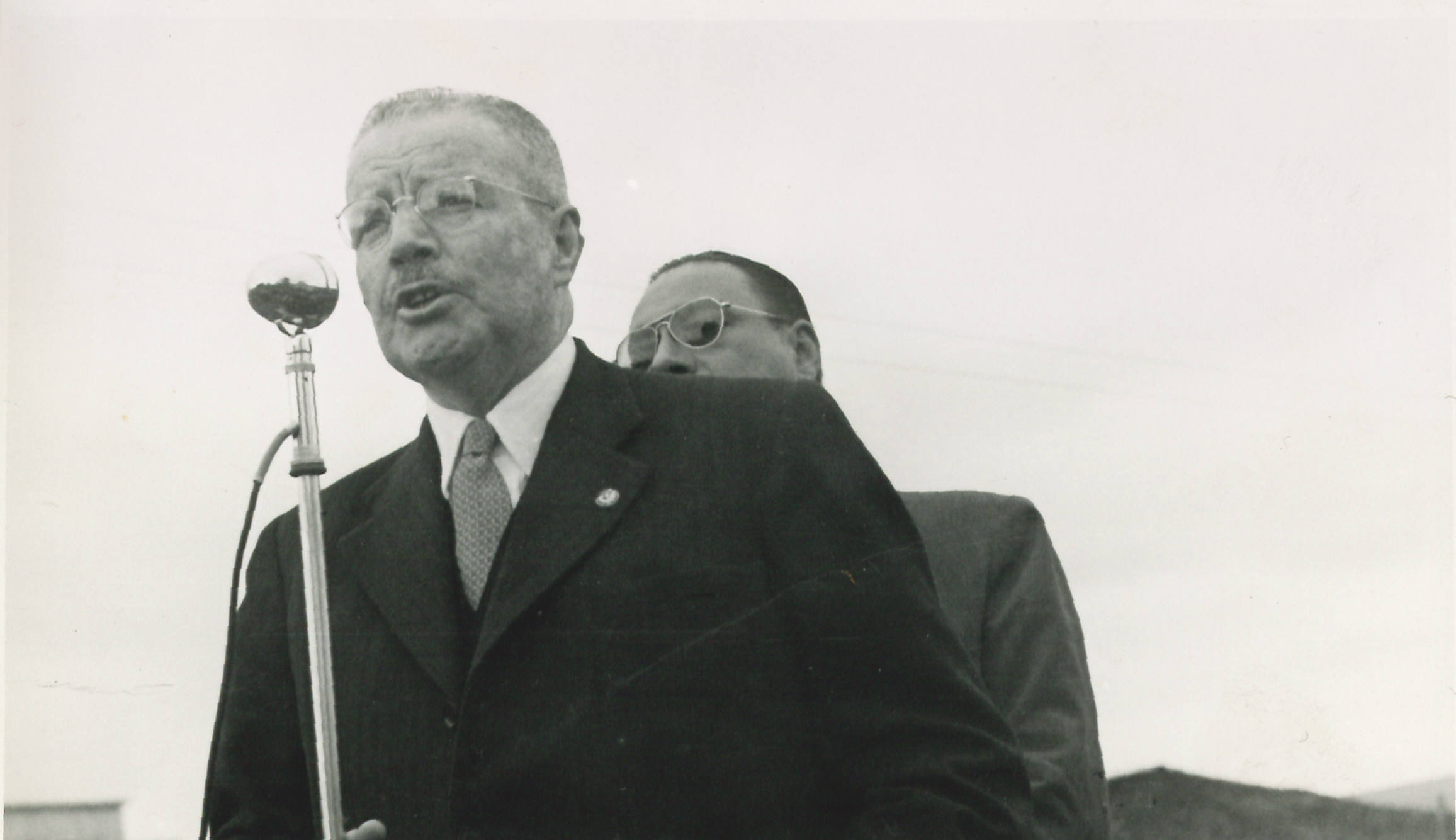
Карлос Ібаньес дель Кампо під час президентської виборчої кампанії 1952 року.

Ібаньїзм або ібаньїсти — це терміни, які використовуються для опису рухів та політичних партій, які відчували натхнення або були прихильниками генерала Карлоса Ібаньєса дель Кампо або його поглядів і незалежності від традиційних партій правих, центристів та лівих. 

## Історія

### Народження і піднесення

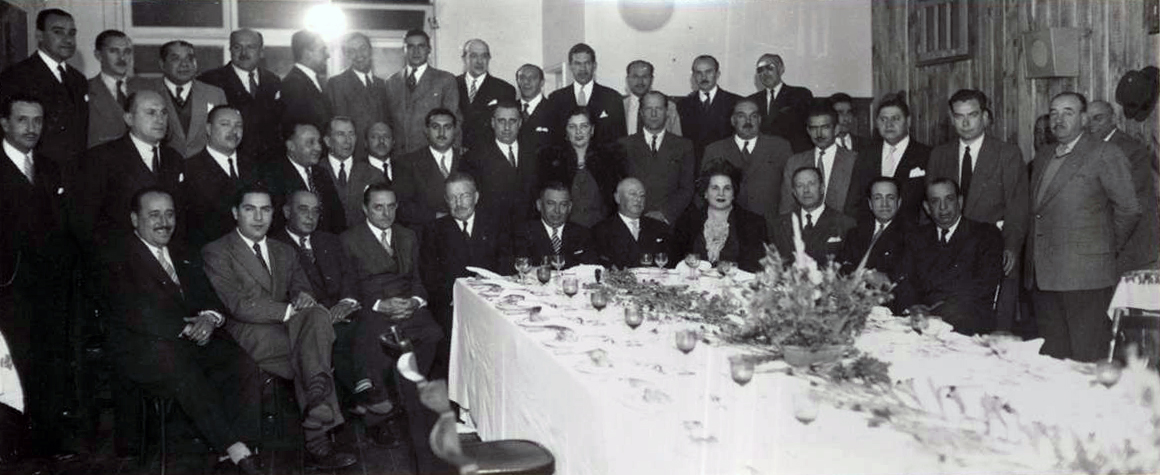
Карлос Ібаньєс дель Кампо з Аграрною трудовою партією у 1949 році.

У 1930-х роках з’явилися перші ібаньїстські об’єднання, такі як Альянс народної волі, проте до 1952 року ібаньїзм не зміг перевищити 12% 
У 1952 році Карлос Ібаньєс несподівано переміг на президентських виборах, оскільки ніхто не вважав його реальним кандидатом на перемогу. Його успіх був обумовлений політичною незалежністю та відсутністю підтримки від політичних партій. Його підтримали Партія аграрно-працівників та Партія народного соціалізму, які разом мали лише 20 депутатів та 12,5% виборців 
Перемога Ібаньєса була справжнім “політичним землетрусом”, і її можна пояснити розчаруванням виборців у політичних партіях, особливо в радикалізмі. Наслідком цього було те, що на парламентських виборах 1953 року ібаньїзм отримав 41% голосів і 62 обраних депутатів, тоді як більш традиційні партії втратили свої місця в парламенті та під час голосувань 

### Розпад
Проблема ібаньїзму полягала в тому, що він розділився на 14 об’єднань, серед яких найсильнішими були Партія народного соціалізму та Партія аграрно-працівників. Проте з часом ці партії стали все більше роділені, а в деяких випадках навіть перетворилися на опонентів. Це призвело до краху Карлоса Ібаньєса дель Кампо на виборах 1957 року, де він отримав лише 20 депутатів
На президентських виборах 1958 року рухи ібаньїзму розділилися між різними кандидатами. Найбільш вигідний був демократ-християнин Едуардо Фрей Монтальва, який отримав підтримку від Партії аграрно-працівників. Стара Партія народного соціалізму , яка об’єдналася з ПС з 1957 року, підтримав кандидатуру Сальвадора Альєнде. Маленькі групи правоцентристів об’єдналися в Народні команди та Альянс партій і народних сил, щоб підтримати незалежного кандидата Хорхе Алессандрі, який врешті-решт був обраний 
У 1961 році існувала лише одна ібаньїстська група — Партія національних демократів (PADENA), яка з 1969 року не мала представництва в Національному конгресі. Розпад ібаньїзму сприяв лівим силам та Християнсько-Демократичній партії, а не правим, як багато хто думав тоді. Політичні тенденції ібаньїзму завжди були неоднозначними 